# 灰高原鰍
灰高原鰍（學名：Triplophysa gracilis）為輻鰭魚綱鯉形目條鰍科高原鰍屬的其中一種。分布於亞洲中國、印度、巴基斯坦交界的拉達克、喀什米爾地區淡水流域，體長可達11公分，棲息在溪流底層水域，生活習性不明。

## 扩展阅读
維基物種上的相關：灰高原鰍